# Comprensión lectora

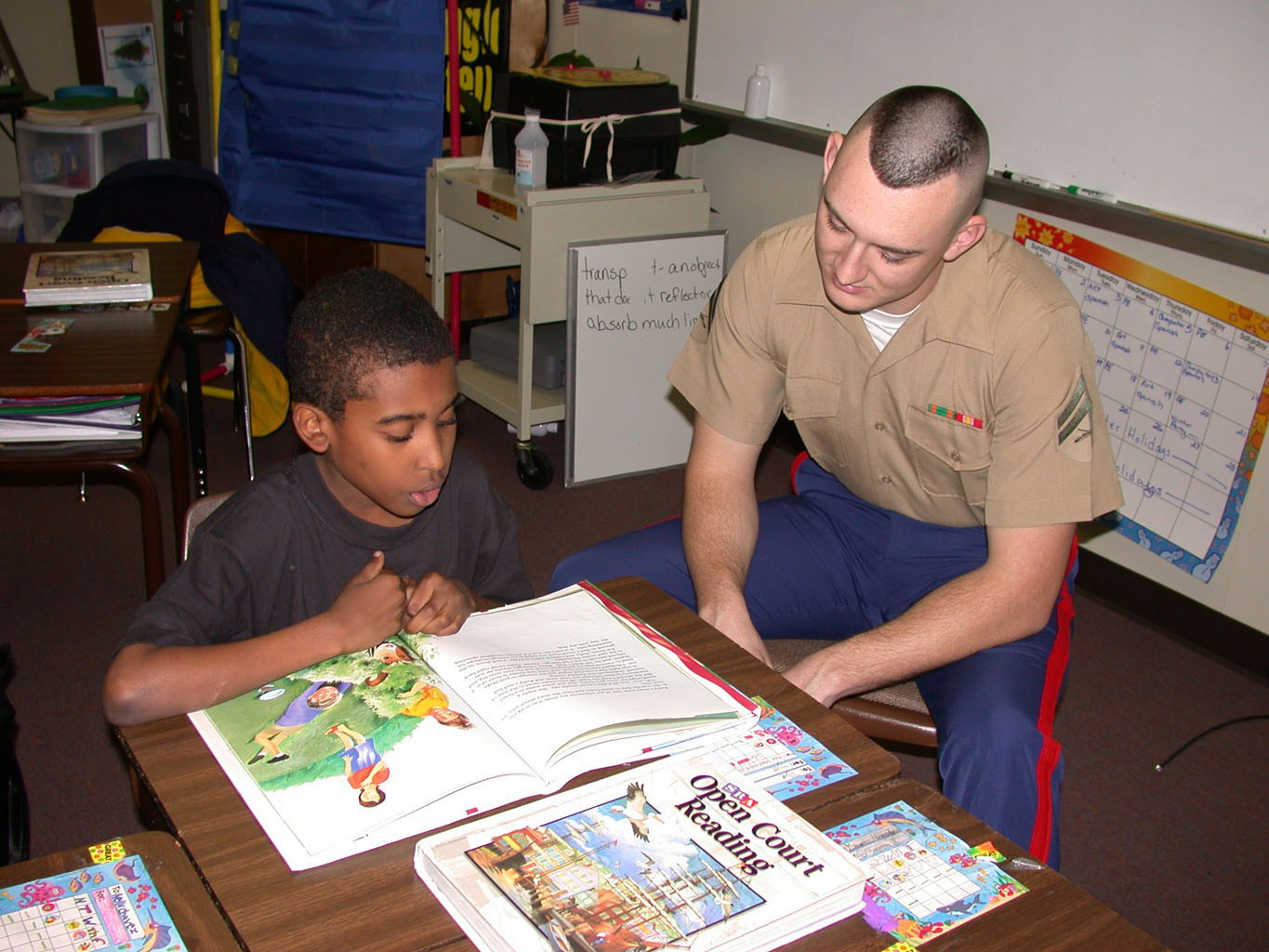
Programas de Comprensión lectora - Estados Unidos

La comprensión lectora o lectura comprensiva es la capacidad de entender lo que se lee, tanto en referencia al significado de palabras que forman un texto, y el sentido dentro y fuera del argumento total. 
Es un proceso del conocimiento que consiste en la interacción entre un lector y un texto con el fin de adquirir nuevos conocimientos o verificar los que ya se tienen.

## Definición
La comprensión lectora es el proceso para elaborar un significado al aprender las ideas relevantes de un texto, es también la definición de un texto y relacionarlas con los conceptos que ya tienen un significado para el lector. Comprender es cuestión de ser capaz de pensar y actuar con flexibilidad a partir de lo que uno sabe. La capacidad de desempeños flexibles es la comprensión. Todo se vuelve más fácil de articular y elaborar con la ayuda de un término clave: desempeños de comprensión, o su equivalente, desempeños comprensivos. Por definición los desempeños de comprensión son actividades que van más allá de la memorización y la rutina. Un desempeño de comprensión siempre nos obliga ir más allá.Es importante para cada persona entender y relacionar el texto con el significado de las palabras. Es el proceso a través del cual el lector "interactúa" con el texto, sin importar la longitud o brevedad del párrafo. 
La lectura es un proceso de interacción entre el pensamiento y el lenguaje; el lector necesita reconocer las letras, las palabras, las frases. Sin embargo, cuando se lee no siempre se logra comprender el mensaje que encierra el texto; es posible, incluso, que se comprenda de manera equivocada. Se debe tener en claro que saber leer no es lo mismo que comprender,  como habilidad intelectual, comprender implica captar los significados que otros han transmitido mediante sonidos, imágenes, colores y movimientos. Desarrollar la comprensión significa hacer uso de los conocimientos previos para resolver problemas en situaciones nuevas o desconocidas, de igual forma desarrollar la comprensión determina que un individuo alcanza niveles de comprensión cuando se garantiza que el estudiante ya es capaz de utilizar lo que sabe de forma creativa.
La comprensión lectora es un proceso más complejo que identificar palabras y significados, esta es la diferencia entre lectura y comprensión. Comprender es la habilidad de pensar y actuar con flexibilidad a partir de lo que uno sabe (Perkins,1994). Es una habilidad básica sobre la cual se despliega una serie de capacidades conexas: manejo de la oralidad, gusto por la lectura y pensamiento crítico. Es una tarea cognitiva que entraña gran complejidad ya que el lector no solo ha de extraer información del texto e interpretarla a partir de sus conocimientos previos.
La comprensión es considerada como un proceso activo por su naturaleza y complejo por  su composición. «… es indispensable un proceso de texto a subtexto, aquello que constituye su sentido interno central de comunicación». Por ello es necesario que se realice un proceso de intercambio lector-texto en que se integren los elementos lingüísticos y sociolingüísticos a través de diferentes tareas y en la que se orienten las estrategias de aprendizaje para que ayuden a que la comprensión se realice con mayor facilidad y el aprendizaje sea más eficaz. La lectura comprensiva requiere que el lector sea capaz de integrar la información en unidades de sentido, en una representación del contenido del texto, que es mucho más que la suma de los significados de las palabras individuales.
Las investigaciones llevadas a cabo por Rockwell (1982), Collins y Smith (1980) y Solé (1987) revelan que tanto los conceptos de los docentes sobre lo que es aprender a leer como las actividades que se llevan a cabo en las aulas, no incluyen aspectos relacionados con la comprensión lectora. Esto pone de manifiesto que los docentes comparten mayoritariamente la visión de la lectura que corresponde a los modelos de procesamiento ascendente según los cuales la comprensión va asociada a la correcta oralización del texto. Si el estudiante lee bien, si puede decodificar el texto, lo entenderá porque sabe hablar y entender la lengua oral.
Esta teoría tuvo tanto arraigo que aún hoy día los sistemas escolares basan la enseñanza de lectura en ella. España no es una excepción baste, a manera de ejemplo, echar un vistazo a las guías curriculares de los programas de español y a los libros de texto existentes. Encontramos un sinnúmero de recomendaciones y ejercicios que solo pretenden que los estudiantes extraigan el significado del texto.
La comprensión lectora es uno de los aspectos más importantes en la evaluación de la resiliencia y existen una serie de características personales que coadyuvan a ella. Esta es “la capacidad de adaptación de un ser vivo frente a un agente perturbador o un estado o situación adversa".
Las condiciones socioeconómicas y el ambiente sociocultural del alumno condicionan su rendimiento académico. Entre alumnos con desventajas socioculturales, se considera al alumno académicamente resiliente aquel que, en un entorno desfavorable, obtiene un buen resultado académico. La comprensión lectora se mide en el alumnado de 4º de primaria. Los actuales sistemas educativos participan en programas de evaluación de la calidad de la educación. La Asociación Internacional para la Evaluación del Rendimiento Educativo (IEA), mediante el programa PIRLS (Progress in International Reading Literacy Study) desde 2001 evalúa cada cinco años la comprensión lectora de los niños de nueve años.
Las características personales que contribuyen a esa resiliencia son: capacidad de atención, persistencia, afán por aprender y la capacidad de trabajar de forma independiente. Casi todas las investigaciones apuntan a que el alumnado resiliente tiene una personalidad resistente o fortaleza personal y destaca por ser firme en sus ideas, con una visión positiva, que tiene confianza en sí mismo, autocontrol, sentido del humor y autonomía.

## Estrategias de lectura
Una estrategia es, en un sentido estricto, un procedimiento organizado, formalizado y orientado a la obtención de una meta claramente establecida. Su aplicación en la práctica diaria requiere del perfeccionamiento de procedimientos y de técnicas cuya elección detallada y diseño son responsabilidad del docente.
La lectura consiste en un trabajo activo en el que el lector construye el significado del texto a partir de su intención de lectura y de todo lo que sabe del mundo, de todos los conocimientos que lleva hacia el texto desde antes de empezar a leer y de los que pone en el texto mientras lee. Es un proceso selectivo en donde el lector solo se sirve de la información necesaria o relevante para construir el sentido del texto.
Los lectores se acercan a los textos con propósitos definidos: entretenerse, informarse sobre un tema específico, encontrar placer estético, etc. Este propósito estará vinculado con el tipo de lectura que realizará. El proceso de comprensión de cualquier lector consiste en acercamientos progresivos al texto mediante los cuales va elaborando hipótesis que luego rechazará o confirmará definitivamente. Dentro de este proceso se pueden distinguir varias etapas.

### Lectura de aproximación pre-lecturas
En esta etapa, entre las estrategias que el lector desplegará aparece la de interpretar
las claves del para texto.
1. Para texto a cargo del editor
  1. Elementos icónicos (que organizan la lectura y a veces amplían o aclaran la información): ilustraciones, gráficos, esquemas, diseño tipográfico y de tapas, bloques tipográficos (columnas, epígrafes), paginación y márgenes.
  2. Elementos verbales (que se encuentran en torno al texto): tapa, contratapa, solapa.
2. Para texto a cargo del autor
  1. Elementos icónicos (que organizan la lectura y a veces amplían o aclaran la información): gráfica, diagramas, mapas, cuadros.
  2. Elementos verbales (que se encuentran en torno al texto y cumplen la función de anticiparlo o comentarlo): título, índice, prólogo, epígrafe, epílogo, glosario, notas y tipografía.

- El «título» suele adelantar información acerca del tema o del género de la obra. Cuántas veces utilizamos estas estrategias para comprar un libro o, también, cuando buscamos rápidamente información relevante sobre algún tema en alguna biblioteca.

- El «índice» muestra la organización interna del texto, indicando capítulos y subtítulos. Los alumnos tienen que aprender a utilizarlo para buscar información relevante.

- El «prólogo» cumple diferentes funciones: resume o explica el contenido del texto, destaca su importancia, describe a veces cómo compuso el autor la obra, etc.

- El «epígrafe» (cita de otro autor) suele encabezar el texto o cada capítulo y es un comentario anticipado de lo que el lector va a leer o un concepto de otro autor que justifica y otorga autoridad al escrito.

- Los colores utilizados en la «tipografía»  también ayudan a transmitir expresión al texto destacando palabras o frases (se ve fundamentalmente en la primera plana de los diarios).

El trabajo de observación de paratextos, tanto de los elementos icónicos como de los verbales, se puede comenzar desde un «nivel inicial». Otra de las estrategias de anticipación es la de predecir la información que contendrá el texto de acuerdo a su formato o estructura esquemática.
Es muy importante entonces reparar en las características que deberá reunir un texto para que sea comprensible: coherencia, conectividad y cohesión.

### Coherencia
Es la característica que confiere unidad al texto. El significado global del texto se da por la macroestructura semántica, que es la relación jerárquica entre oraciones y secuencias a partir del tema. Estas relaciones se establecen a partir de los conectores, elementos textuales que guían la interpretación e indican el tipo de relación que el emisor establece entre las proposiciones. Pueden desempeñar este rol palabras como conjunciones (y, pero, pues, por lo tanto), adverbios (ahora, además, finalmente, luego, después), giros adverbiales (poco después, mientras tanto, nunca más) o fórmulas convencionales como: por el hecho de que, a fin de que, a pesar de que, etc.
Algunos conectores indican que la idea fundamental se va desarrollando (son palabras de avance): por eso, asimismo, y, además, también, entonces, más tarde, pues, porque o por consiguiente. Otros indican una objeción o un giro en lo que antes se dijo (son palabras de retroceso): pero, sin embargo, por el contrario, aunque, no obstante o a pesar de.
Un último tipo indica que la idea principal va llegando a su fin (son palabras de resumen): en consecuencia, finalmente, por último, resumiendo, sintetizando, en conclusión.
Todo texto se organiza en torno a un tema que le confiere unidad semántica. Este tema se desglosa a su vez en una secuencia de temas subordinados a él. Por lo general no nos referimos al sentido de las oraciones individuales sino al discurso como un todo o de fragmentos más o menos grandes como, por ejemplo, párrafos o capítulos del discurso. Este tema del discurso se hará de forma explícita en términos de un cierto tipo de estructura semántica. Puesto que tales estructuras semánticas aparentemente no se expresan en oraciones individuales sino en secuencias completas de oraciones, hablaremos de macroestructuras semánticas.
Las macroestructuras semánticas son las reconstrucciones teóricas de nociones como «tema o asunto» del discurso.
Cuando resumimos un texto elaboramos macroestructuras (contextos globalizados). Puede haber resúmenes o macroestructuras de párrafos o de una obra completa. Los títulos son los resúmenes o macroestructuras más generales que puede formular un autor. El descubrimiento de la macroestructura semántica y su incidencia en la comprensión de textos ha conducido a que en la actualidad se revalorice la práctica del resumen. Esta es una herramienta muy eficaz para que los docentes aborden el análisis de textos periodísticos ya que en los mismos se anticipa el contenido del texto a través de macroestructuras con diferentes grados de generalidad: volanta, título, copete y primer párrafo.

### Conectividad
La conectividad es la coherencia entre una oración del texto y la anterior o la siguiente. Permite establecer relaciones entre las oraciones e incorporar la información nueva que va apareciendo en el texto. Denominamos «progresión temática» a esta suma de información que permite distinguir entre la idea central planteada al comienzo del texto, llamada tema y la información nueva que se va agregando sobre el tema, llamada rema.
1. El tema  «tópico o asunto» es lo que ya se ha mencionado en el texto, el conjunto de datos conocidos.
2. El rema «comentario o foco» son todos los datos que se aportan para que la información avance.

### Cohesión
Es la propiedad del texto que conecta las diferentes palabras, oraciones y párrafos mediante ciertos mecanismos que se denominan procedimientos o formas de cohesión, incluye todos los procedimientos que sirven para marcar relaciones entre los elementos superficiales del mismo. Es decir, que la cohesión de un texto está dada por la presencia de expresiones cuya interpretación depende de la interpretación de otras expresiones del texto. Dichas expresiones permiten evitar repeticiones de palabras.
En los textos encontramos dos tipos de cohesión: gramatical y léxica.
La cohesión gramatical está constituida por:
1. Elementos de referencia (pronombres que reemplazan sustantivos como este, ese o aquel, lo, el o la cual, etc; artículos que ayudan a identificar el género y número de las palabras, etc.)
2. Elipsis verbal o nominal (cuando no es necesario escribir o reiterar el verbo o el sujeto por estar sobreentendidos).

La fuente más importante de cohesión textual son las anáforas, expresiones cuya interpretación depende de la interpretación de otra expresión que aparece previamente en un texto.

## Niveles de comprensión de la lectura
La lectura comprensiva se da en distintos niveles de profundidad porque los lectores captan de forma diferente. De allí que sea importante, en esa construcción de estrategias de lectura comprensiva, que se conozca el nivel al cual se llega en cada lectura realizada.
El concepto de comprensión se refiere a entender, justificar o contener algo. La comprensión es la aptitud o astucia para alcanzar un entendimiento de las cosas. Comprender es cuestión de ser capaz de pensar y actuar con flexibilidad a partir de lo que uno sabe. La capacidad de desempeños flexibles es la comprensión. Todo se vuelve más fácil de articular y elaborar con la ayuda de un término clave: desempeños de comprensión, o su equivalente, desempeños comprensivos. Por definición los desempeños de comprensión son actividades que van más allá de la memorización y la rutina. Un desempeño de comprensión siempre nos obliga ir más allá.
Se conoce como «comprensión lectora» el desarrollo de significados  mediante la adquisición de las ideas más importantes de un texto y la posibilidad de establecer vínculos entre estas y otras ideas adquiridas con anterioridad. Es posible comprender un texto de manera literal (centrándose en aquellos datos expuestos de forma explícita), crítica (con juicios fundamentados sobre los valores del texto) o inferencial (leyendo y comprendiendo entre líneas), entre otras.
Los factores  que influyen en la comprensión de la lectura son múltiples, desde el lector, la lectura en sí, los conocimientos que la persona tenga de antemano, las formas que utilice para realizar dicha acción y, sobre todo, lo que el autor del texto ha querido transmitir ya que, como bien es sabido, un texto (oral o escrito) está basado siempre en la intención comunicativa (hasta cuando escribimos para nosotros mismos algo íntimo).

### Literal
Como su propio nombre indica, el nivel literal de la comprensión de un texto escrito hace referencia a «la información que se extrae conforme a la letra del texto, o al sentido propio y exacto de las palabras empleadas en él» (DRAE, 2013). Es la comprensión más simple en la que se basan los niveles superiores. Es aquel nivel en el que encontramos un individuo que comienza a leer, pero también es el nivel más básico y aséptico, el original, para lectores con una competencia más desarrollada. Supone el nivel de comprensión más cercano a la decodificación por lo que a mejor automatización y fluidez en la decodificación más posibilidades de éxito en la comprensión literal (Hoofman, p. 57, op. Cit. 2011). A su vez, el nivel literal está compuesto por dos subniveles, el objetivo y el subjetivo.

### Objetivo
Se caracteriza por una identificación de acciones por comparación donde se recupera información explícita del texto. Implica el conocimiento del código escrito de forma ejecutiva, con suficiente fluidez, como para evitar interferencias como el silabeo, pero en sus fases más simples; leer decodificando es la meta fundamental del lector.
Es propio del primer ciclo de educación primaria.

### Subjetivo
En este subnivel se reorganiza el texto mediante clasificaciones, resúmenes o síntesis. El individuo, desde una perspectiva propia y por reglas de nemotecnia, asociación de ideas u otros mecanismos paralelos, agrupa conceptos e ideas para una mayor economía de recursos cerebrales al intentar procesar el texto.
Es característico del segundo ciclo de educación primaria.

### Representativo
Avanzamos un escalón hacia la capacidad de reconstruir el significado extraído del texto, relacionándolo con las experiencias personales y el conocimiento previo. El individuo es capaz de evocar y representar su propia interpretación del texto, con las limitaciones que pueda conllevar. El significado del texto va del texto al individuo, es el texto quien plantea el significado completo.
Se da en el tercer ciclo de primaria y primero de secundaria.

### Inferencial
Permite diferenciar entre hipótesis y hechos constatados y, mediante los datos explícitos del texto escrito, la experiencia y la intuición puede realizar suposiciones. El significado del texto va del individuo al texto ya que el bagaje personal y la inteligencia emocional (muy en relación con la función ejecutiva del cerebro, en óptimas condiciones apuntando a la adolescencia), entre otras variables, aportan matices significativos a la experiencia global de la lectura, y es necesario que el lector aporte sus conocimientos a la misma (Neuman, 2012, p. 141). El lector hace suyo el texto en el sentido en el que su propio bagaje le ayuda a entenderlo; estamos ante el límite en el que el texto deja de ser totalmente de quien lo ha escrito para pasar a formar parte de la experiencia del lector, pero no por eso el texto es del lector ni para comprenderlo correctamente ha de hacerlo suyo.
Es característico de último ciclo de secundaria.

### Crítico
El lector se encuentra en condiciones de emitir juicios de valor propios y también está capacitado para la defensa o detracción de los ajenos. Este nivel implica no solo un bagaje vital mínimo sino una experiencia sociocultural apta, es decir, tener hábito lector, por ejemplo. A más equilibrio emocional, nivel crítico óptimo, más constructivo, debido a un mejor dominio de la empatía y la asertividad. De hecho, la IE se puede entrenar leyendo y viceversa (Caballero, García-Lago, 2010, p. 347).
Es propia de lectores expertos y más frecuente en bachillerato.

### Emocional
Se produce una respuesta emocional, se dispara la imaginación, se enciende la motivación, lo que supone un grado de afectación del lector con respecto al contenido del texto, los personajes, etc. Es la fase más característica de los lectores con hábito lector prolongado y es recurrente la imagen de un lector sensibilizado por la cultura como parte indiscutible de su propia experiencia vital.
Es representativo de lectores consumados en obra literaria con un bagaje lógico de experiencia adulta.

### Creador
Este nivel va de la mano del anterior, aunque no tiene por qué darse. El lector puede pasar a la fase de creador con conocimiento de causa suficiente para ser apreciado por otros lectores. Este nivel es uno de los puntos clave en el que la comprensión cede su protagonismo a la competencia.
Dentro de este plano, cabe aclarar que el nivel creador puede darse en otros niveles inferiores que nada tiene que ver con la lógica evolución del hábito lector sino con la personalidad de cada individuo.

### Metacognitivo
Se razona sobre el proceso de lectura en sí mismo y sobre el conocimiento a través de los textos a escala epistémica. En algún momento de los niveles inferiores, el lector se plantea si ha entendido lo que hay escrito en el texto, por ejemplo, las estrategias de comprensión de lectura que implican planes conscientes que demandan la atención del lector y sus recursos, y se centran en el objetivo de la construcción de significado (Afferbach y Cho, p.69, op. Cit. 2011) pero no es hasta que se toma conciencia de que lo importante es qué ha querido decir el autor con ese texto o para qué puede serle útil esa lectura cuando se llega a un proceso metacognitivo completo. En estadios anteriores, la metacognición es mecánica, el lector se preocupa por la falta de concentración, la escasez de vocabulario o la velocidad lectora (Paris and Hamilton, 2011, op. Cit. Handbook, p. 35). Un ejemplo de metacognición mecánica sería parar a pensar si la palabra «descodificar» existe o la palabra exacta es «decodificar» o investigar el movimiento de los ojos ayuda a identificar dónde y cuándo los lectores consumandos regulan conscientemente su procesamiento de la información, como cuando el retroceso en el texto se hace para volver a leer (Afferbach y Cho, p.75, op. Cit. 2011). En la metacognición de último nivel dentro de la presente división, el lector considera la intención del autor al usar una u otra opción, la necesidad de consultar su corrección en el uso utilizando el DRAE, por ejemplo, o la posibilidad de evocar hipotéticos usos en un futuro dentro de su propio acervo.

## Procesos en la captación de la información
Las principales tareas son organizar y reducir grandes cantidades de información por lo que se recomienda la elaboración de resúmenes pues es un medio directo para comprobar la comprensión textual, global; ofrece un modelo que permite identificar los procesos que llevan a cabo los lectores.En los modelos para la comprensión lectora se ha analizado el presentado por el lingüista holandés Van Dijk que considera que una de las primeras tareas debe ser la de organizar y reducir grandes cantidades de información; recomienda la elaboración de resúmenes y expresa que «el resumen es uno de los medios más directos para comprobar la comprensión textual global». A partir del establecimiento de tres operaciones básicas (omitir, generalizar y construir), ofrece un modelo que permite identificar los procesos que llevan a cabo los lectores en la captación de información como son los siguientes:
- Supresión u omisión: Permite eliminar los detalles que no sean relevantes, numerar las ideas que aparecen y jerarquizar las fundamentales.
- Construcción: En ocasiones la información no aparece explícita y se acude a la elaboración de una proposición que sustituya la secuencia general.
- Generalización: Se elabora una proposición abarcadora de los conceptos expresados. Consiste en elaborar una proposición abarcadora de los conceptos expresados y se manifiesta una relación de hiperonimia. El lector puede expresar el concepto a través de una palabra.

Es preciso señalar que no puede establecerse un esquema rígido para definir cuando se emplean cada una de estas reglas ya que no todo individuo las aplicará de la misma manera sino de acuerdo a sus intereses, conocimientos, normas y valores. Con su aplicación se reproduce el texto, pero no a partir de una copia idéntica, sino de la representación elaborada que convierte o transforma un conjunto de proposiciones en macroproposiciones.
Una revisión sistemática de 148 informes de 41 países examina el impacto del tamaño de las aulas sobre el rendimiento académico. Los resultados obtenidos sugieren que una reducción en el tamaño de la clase mejora la comprensión lectora, aunque de forma leve.